# Alfred Rappaport
Alfred Rappaport (* 1932) ist ein US-amerikanischer Wirtschaftswissenschaftler.
Alfred Rappaport lehrte 28 Jahre an der J.L. Kellogg School of Management in Evanston, Illinois, Teil der Chicagoer Northwestern University, wo er auch emeritierte, und stand der Alcar Group Inc. vor. Rappaport prägte 1981 den Begriff des Werttreibers (englisch value driver), als er untersuchte, von welcher Größe der freie Cashflow und der für den Discounted Cash-Flow (DCF) herangezogene Kapitalkostensatz abhängen. Er hat gemeinsam mit Joel Stern 1986 den Shareholder-Value-Ansatz entwickelt und diverse Bücher zu diesem Thema verfasst. Er war Gastkolumnist des Wall Street Journal, der New York Times sowie von BusinessWeek und Unternehmensberater. Inzwischen ist er emeritiert und lebt in La Jolla, Kalifornien.

## Werke
- Shareholder Value: Ein Handbuch für Manager und Investoren. 1998.